# 上海市奉贤区古华医院
上海市奉贤区古华医院，与上海市奉贤区老年医院一个机构两块牌子，位于奉贤区南桥镇南奉公路9220号，是上海市奉贤区的一家二级专科医院，以治疗传染病及从事老年护理业务为主。[4]

## 历史沿革
前身为奉贤县的麻风病患者安置区，1966年建立，设于胡桥乡漴缺村旁的“康乐村”内。1968年，奉贤县麻风防治所在此成立。1972年12月，合并该县的肝炎隔离病房，更名奉贤县海滨医院。1978年，另成立奉贤县结核病防治所；1982年，改为奉贤县结核病防治院，设于南奉公路2号。1984年6月，海滨医院肝炎病房迁往南桥镇，和奉贤县结核病防治院合并，更名奉贤县传染病医院。1986年，撤销柘林的原麻风病区，改名奉贤县麻风病院，继续隶属于奉贤县结核病防治院（奉贤县传染病医院）。
1996年5月，随着奉贤县改区，医院更名为奉贤区古华医院。2000年11月，上海市卫生局批准成立上海市奉贤区老年医院，设于古华医院内。现该院内设肝科、内科、中医科、肺结核病科、职业健康体检科、预防保健科（卡介苗接种门诊）、老年科等科室。

## 备注
1. ↑  古华医院的犬咬伤门诊已经于2018年7月停止，改在临近的奉贤区中医医院开设该科室。[3]